# Planinsko društvo Kamnik
Planinsko društvo Kamnik je slovensko planinsko društvo iz Kamnika, ki je bilo ustanovljeno leta 1893. Je član Planinske zveze Slovenije.

## Zgodovina
Kar nekaj znanih ljudi je v preteklosti obiskalo gore okoli Kamnika. Leta 1564 je prijahal v Kamniško Bistrico na lov avstrijski nadvojvoda Karel II., spremljal ga je lovec Lenart Spruk z Gozda nad Kamnikom, baron Janez Vajkard Valvasor je med letoma 1671 in 1689 večkrat obiskal Kamniško Bistrico in jo v svoji Slavi vojvodine Kranjske tudi predstavil v besedi in podobi, v 18. stoletju je bil med glavnimi raziskovalci znani bretonski zdravnik in naravoslovec Belsazar Hacquet (1739 ali 1740–1815), ki je bil dvakrat v Kamniško-Savinjskih Alpah. V svojem delu Oryctographia Carniolica (Rudopisje Kranjske) je leta 1778 opisal tudi Alpe, »ki so nad polovico gole in jih imenujejo Grintauzi ali navadno Ta Kamelska Planina, nemško Steiner Alpen«. Leta 1793 je prvi uradni gorski vodnik lovec Spruk, svojega gosta Franca Hohenwarta, naravoslovca in kasnejšega soustanovitelja ljubljanskega muzeja, vodil v gore. V Bistriški dolini je dolga leta slovel Valentin Slatnar, »Bôsov Tine« (1852–1933), nekdanji divji lovec, ki je potem postal strog lovski čuvaj. V Kamniški Bistrici so mu postavili spomenik.
Vsa ta slavna preteklost in narodno zavedni Kamničani, ki so se trudili, da slovenske gore ohranijo v lasti domačinov, je pripomogla k ideji, o ustanitvi planinskega društva oziroma prve podružnice Slovenskega planinskega društva v Kamniku že leta 1893. Prvi predsednik je postal lekarnar in takratni župan Josip Močnik. V prvih letih so zgradili planinski koči na Kokrskem (1897) in Kamniškem sedlu (1906), kar je obisk gora povečalo. Med obema vojnama je bilo delo oteženo a nikoli prekinjeno. Po drugi svetovni vojni pa se je  planinsko življenje razmahnilo. Društvo je poskbrlo za ureditev zemljiških odnosov koč, do obeh koč so bile zgrajene tovorne žičnice, kar je poenostavilo in izboljšalo oskrbo in vzdrževanje vse večjega števila obiskovalcev. Markacisti so pregledali označene poti, odpravili pomanjkljivosti, pogosto spremenili potek zaradi varnosti in jih na novo opremili z varovali in ustreznimi oznakami.
Ob 120. obletnici planinskega društve Kamnik je izšel tudi zbornik z naslovom Korak za korakom do stodvajset let (ISBN 978-961-281-115-0).

## Organizacija in delo
Planinsko društvo Kamnik upravlja upravni odbor, ki mu v letu 2013 predseduje Ivan Resnik. Člani so še načelniki: alpinističnega, mladinskega, vodniškega, propagandnega, športno-plezalnega odseka in odsekov za gospodarstvo in koče, planinske poti in varstvo narave.
Alpinistični odek je zelo aktiven, saj organizira alpinistično šolo, odprave v tuje gore in alpinistične tabore. Zelo aktiven je tudi Mladinski odsek, ki organizira pohode in izlete v naravo in je namenjen vrtcem, osnovnošolcem in srednješolcem, ki se kasneje praviloma vključijo v planinsko društvo. Sodeluje tudi na tekmovanju Mladina in gore. Odsek za gospodarstvo in koče trenutno skrbi za dve visokogorski postojanki: Kočo na Kokrskem sedlu in Kočo na Kamniškem sedlu. Odsek za planinske poti skrbi za 94 km planinskih poti v visokogorju med Planjavo in Kalško goro in vse nižje ležeče markirane poti, za kar skrbi 13 markacistov. V Vodniškem odseku imajo 23 planinskih vodnikov različnih kategorij, ki organizirajo in vodijo različne ture v domačih in tujih gorah. Plezalna boulder stena v Kulturnem domu Kamnik je zbirališče ljubiteljev športnega plezanja. Tukaj vzgajajo plezalce pod okriljem Mladinske šole športnega plezanja, ki je namenjena otrokom starim od 5 do 15 let. Člani pa so tudi številni plezalci, ki se posvečajo športnemu plezanju z vrvjo in plezanju balvanov.
Za širjenje planinstva so na nekaterih šolah organizirali planinske skupine, ki jih vodijo mentorice planinskih skupin in planinski vodniki PZS.

## Odlikovanja in nagrade
Leta 2003 je PD Kamnik prejelo srebrni častni znak svobode Republike Slovenije z naslednjo utemeljitvijo: »za dolgoletno delovanje in pomemben prispevek k slovenski planinski dejavnosti«.